# Chris Lee
Chris Lee (ur. 3 października 1980 w MacTier, Ontario) – kanadyjski hokeista, reprezentant Kanady, olimpijczyk.

## Kariera
- Orillia Terriers (1996-1997)
- Couchiching Terriers (1998-1999)
- Parry Sound Shamrocks (1999-2000)
- SUNY-Potsdam (2000-2004)
- Florida Everblades (2004-2007)
- Albany River Rats (2006)
- Bridgeport Sound Tigers (2006-2007)
- Omaha Ak-Sar-Ben Knights (2006-2007)
- Iowa Stars (2007-2008)
- Bridgeport Sound Tigers (2008-2009)
- Wilkes-Barre/Scranton Penguins (2009-2010)
- Kölner Haie (2010-2011)
- Adler Mannheim (2011-2012)
- Färjestad (2012-2013)
- Mietałłurg Magnitogorsk (2013-2018)

Wychowanek North Central Predators. Występował w Kanadzie, a następnie w USA w ligach ECHL i AHL. Od 2010 gra w Europie, najpierw w Niemczech w lidze DEL, a w następnie w Szwecji w Elitserien. Od kwietnia 2013 zawodnik Mietałłurga Magnitogorsk w lidze KHL. Pod koniec 2017 powrócił do tego zespołu. We wrześniu 2018 ogłoszono zakończenie kariery zawodniczej.
Uczestniczył w turniejach mistrzostw świata 2017 (powołany do składu kadry w trakcie imprezy) oraz zimowych igrzysk olimpijskich 2018.

## Sukcesy
Reprezentacyjne
- Srebrny medal mistrzostw świata: 2017
- Brązowy medal zimowych igrzysk olimpijskich: 2018

Klubowe
- Norman R. „Bud” Poile Trophy: 2007 z Omaha Ak-Sar-Ben Knights
- Puchar Tatrzański: 2011 z Kölner Haie
- Srebrny medal mistrzostw Niemiec: 2012 z Adler Mannheim
- Puchar Gagarina – mistrzostwo KHL: 2014, 2016 z Mietałłurgiem Magnitogorsk
- Złoty medal mistrzostw Rosji: 2014, 2016 z Mietałłurgiem Magnitogorsk
- Finał o Puchar Gagarina: 2017 z Mietałłurgiem Magnitogorsk
- Srebrny medal mistrzostw Rosji: 2017 z Mietałłurgiem Magnitogorsk

Indywidualne
- DEL (2011/2012):
  - Pierwsze miejsce w klasyfikacji asystentów wśród obrońców w sezonie zasadniczym: 32 asysty
  - Piąte miejsce w klasyfikacji kanadyjskiej wśród obrońców w sezonie zasadniczym: 45 punktów
  - Najlepszy obrońca sezonu
- Elitserien (2012/2013):
  - Pierwsze miejsce w klasyfikacji asystentów wśród obrońców w sezonie zasadniczym: 29 asyst
  - Piąte miejsce w klasyfikacji kanadyjskiej wśród obrońców w sezonie zasadniczym: 41 punktów
  - Najlepszy obrońca sezonu
- European Trophy 2012:
  - Najlepszy obrońca turnieju
- KHL (2013/2014):
  - Najlepszy obrońca miesiąca - wrzesień 2013
  - Mecz Gwiazd KHL[6]
  - Drugie miejsce w klasyfikacji strzelców wśród obrońców w sezonie zasadniczym: 12 goli
  - Trzecie miejsce w klasyfikacji kanadyjskiej wśród obrońców w sezonie zasadniczym: 31 punktów
  - Piąte miejsce w klasyfikacji strzelców zwycięskich goli meczowych w sezonie zasadniczym: 6 goli
- KHL (2014/2015):
  - Piąte miejsce w klasyfikacji asystentów w sezonie zasadniczym: 37 asyst
  - Pierwsze miejsce w klasyfikacji asystentów wśród obrońców w sezonie zasadniczym: 37 asyst
  - Drugie miejsce w klasyfikacji kanadyjskiej wśród obrońców w sezonie zasadniczym: 46 punktów
- KHL (2015/2016):
  - Trzecie miejsce w klasyfikacji asystentów wśród obrońców sezonie zasadniczym: 28 asyst
  - Czwarte miejsce w klasyfikacji kanadyjskiej wśród obrońców sezonie zasadniczym: 37 punktów
  - Zwycięski gol w siódmym decydującym meczu finału o mistrzostwo[7][8]
  - Piąte miejsce w klasyfikacji asystentów w fazie play-off: 10 asyst
  - Pierwsze miejsce w klasyfikacji asystentów wśród obrońców w fazie play-off: 10 asyst
  - Trzecie miejsce w klasyfikacji kanadyjskiej wśród obrońców w fazie play-off: 13 punktów
  - Najlepszy obrońca - finał rozgrywek[9]
  - Złoty Kask (przyznawany sześciu zawodnikom wybranym do składu gwiazd sezonu)[10]
- KHL (2016/2017):
  - Najlepszy obrońca miesiąca - październik 2016[11]
  - Pierwsze miejsce w klasyfikacji asystentów w sezonie zasadniczym: 51 asyst
  - Pierwsze miejsce w klasyfikacji strzelców wśród obrońców sezonie zasadniczym: 14 goli
  - Pierwsze miejsce w klasyfikacji asystentów wśród obrońców w sezonie zasadniczym: 51 asyst
  - Pierwsze miejsce w klasyfikacji kanadyjskiej wśród obrońców sezonie zasadniczym: 65 punktów
  - Pierwsze miejsce w klasyfikacji asystentów w fazie play-off: 20 asyst
  - Pierwsze miejsce w klasyfikacji asystentów wśród obrońców w fazie play-off: 20 asyst
  - Piąte miejsce w klasyfikacji kanadyjskiej w fazie play-off: 21 punktów
  - Pierwsze miejsce w klasyfikacji kanadyjskiej wśród obrońców w fazie play-off: 21 punktów
  - Pierwsze miejsce w klasyfikacji +/- w fazie play-off: +16
- Hokej na lodzie na Zimowych Igrzyskach Olimpijskich 2018 – turniej mężczyzn:
  - Czwarte miejsce w klasyfikacji kanadyjskiej wśród obrońców turnieju: 5 punktów[12]
- KHL (2017/2018):
  - Trzecie miejsce w klasyfikacji asystentów wśród obrońców w fazie play-off: 7 asyst
  - Czwarte miejsce w klasyfikacji kanadyjskiej wśród obrońców w fazie play-off: 9 punktów
  - Mecz Gwiazd KHL (wybrany, lecz kontuzjowany nie wystąpił; zastąpiony przez Aleksieja Bieriegłazowa)[13]